# 완이화
완이화(2007년 10월 25일 ~ )는 미얀마 출신 가수다. 현재는 남동생 두 명과 함께 대한민국에서 거주중이다. 3남매중에 첫째이다.

## 방송
- 이웃집 찰스 (2019)
- 트롯 전국체전 (2020) - Top36
- 어린이는 사랑입니다 (2021)
- KBS부산 아침마당 (2021)
- KBS 무대를 빌려드립니다 (2021)
- KBS부산 아침마당 (2022)
- KBS 불후의 명곡 (2022)

## 음반
- 트롯 전국체전 PART.1 (2020)
- 미얀마의 봄 (2021)
- Everything will be Okey (2021)
- 우리 (2021)

## 수상
- 외국인 가요제 특별상 (2018)